# توبياس كيلر
توبياس كيلر (بالألمانية: Tobias Killer)‏ هو لاعب كرة قدم ألماني، ولد في 20 أغسطس 1993 في ميمينجين في ألمانيا. لعب مع نادي أونترهاخينغ.

## وصلات خارجية
- توبياس كيلر على موقع قاعدة بيانات كرة القدم.إي يو (الإنجليزية)
- توبياس كيلر على موقع بيانات كرة القدم. دي إي (الألمانية)
- توبياس كيلر على موقع عالم كرة القدم.نت (الإنجليزية)